# Hechos 15

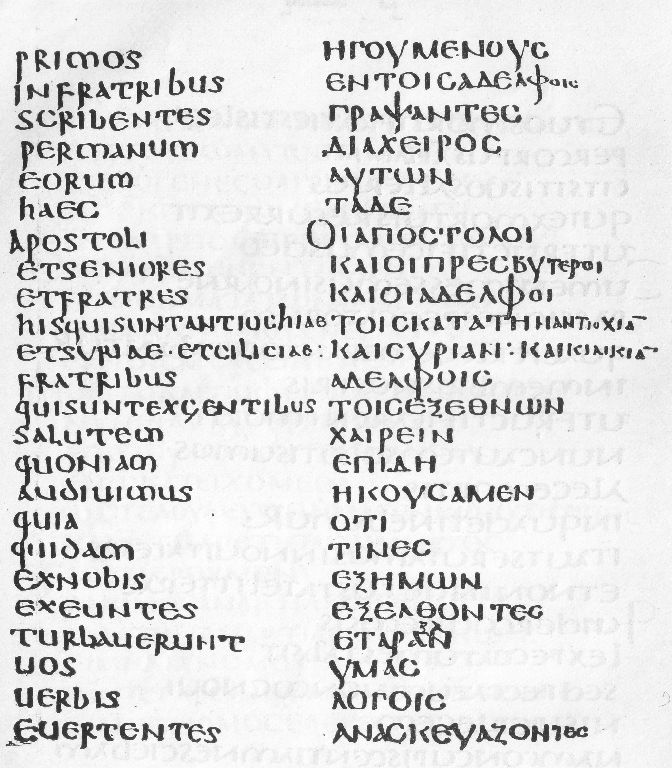
Hechos 15:22-24 en latín (columna izquierda) y griego (columna derecha) en el Codex Laudianus, escrito hacia el año 550 d.C.

Hechos 15 es el decimoquinto capítulo de los Hechos de los Apóstoles del Nuevo Testamento de la Biblia cristiana. Registra «la primera gran controversia en los registros de la Iglesia cristiana», sobre la necesidad de la circuncisión, Pablo y Bernabé viajando a Jerusalén para asistir al Concilio de Jerusalén y el comienzo del segundo viaje misionero de Pablo. El autor del libro que contiene este capítulo es anónimo, pero la tradición cristiana primitiva afirmó uniformemente que Lucas compuso este libro, así como el Evangelio de Lucas.

## Texto
El texto original fue escrito en griego koiné. Este capítulo está dividido en 41 Versículos.

### Testigos textuales
Algunos manuscritos antiguos que contienen el texto de este capítulo son:
Ÿ En griego
- Códice Vaticano (325-350 d. C.)
- Codex Sinaiticus (330-360)
- Códice Bezae (c. 400)
- Codex Alexandrinus (400-440)
- Codex Ephraemi Rescriptus (c. 450)
- Papiro 127 (siglo V; existen los Versículos 29-30, 34-41).[4]
- Codex Laudianus (c. 550; completo)[5]
- Papiro 33 (c. 550)

En latín
- Codex Laudianus (~550; completo)[5]
- Palimpsesto de León (siglo VII; completo)[6]